# Ratebeer
Ratebeer er en amerikansk hjemmeside for ølintereserede med en af de største, hvis ikke den største, base for øl fra hele verden med over 140.000 registrerede øl fra mere end 12.000 bryggerier fra næsten 200 lande.
Ratebeer siges at være den mest brugte ølrelaterede internetside i verden i forbindelse med diskussioner om øl. 

## Historie
Denne internationale hjemmeside blev etableret i maj 2000 af amerikaneren Bill Buchanan, som et forum for ølinteresserede. ratebeer indeholder adskillige landeforummer, hvor man kan diskutere ølrelaterede emner på hvert lands sprog. Det danske ølforum (Copenhagen) er, udover en del amerikanske delstaters ølforummer, det mest aktive på ratebeer. Desuden kan man oprette sig som bruger og indskrive notater, såkaldte ratings, om forskellige smagte øl samt cider, mjød og sake. Som bruger kan man også registrere ens øl (evt. også cider, mjød og saké) i en såkaldt ølkælder, med det formål at andre brugere kan se dem, og dermed evt. etablere en øludveksling (beer exchange). 

## Cider
Ratebeer refererer til øl, så det kan undre nogen at cider, mjød og sake også er med. Metoden hvorpå disse er fremstillet, rettere sagt brygget, er grundlæggende lig øl. Derfor betragtets de som en art øl. Dette har også fået mange brugere til ikke kun at interesere sig for øl, men også i større grad for disse drikke.